# Colonel (France)
 (août 2025).
Si vous disposez d'ouvrages ou d'articles de référence ou si vous connaissez des sites web de qualité traitant du thème abordé ici, merci de compléter l'article en donnant les références utiles à sa vérifiabilité et en les liant à la section « Notes et références ».
Pour les articles homonymes, voir Colonel (homonymie).

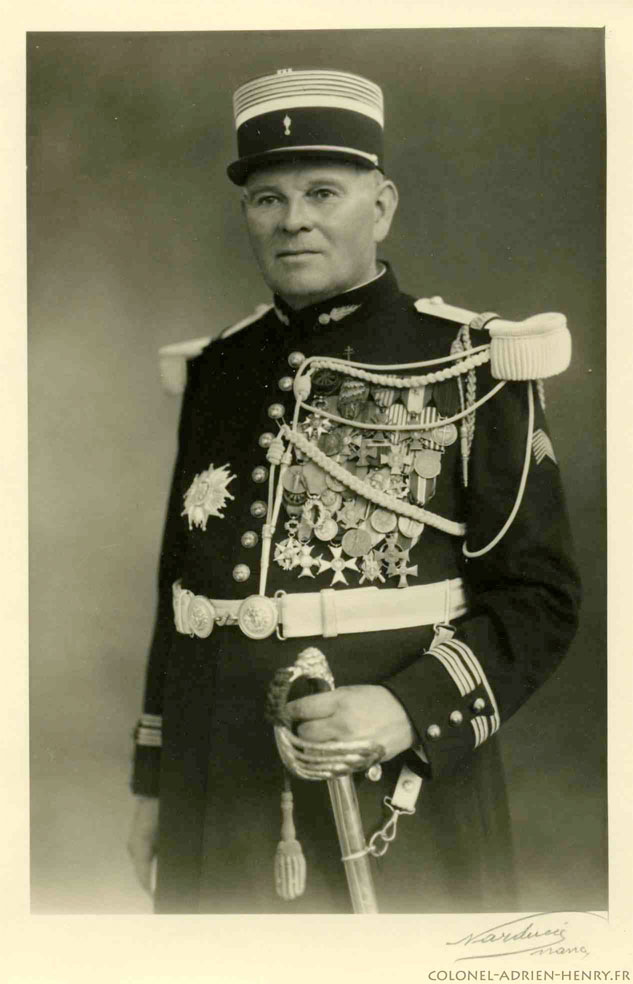
Colonel Adrien Henry de la Gendarmerie nationale.

Le grade militaire de colonel est le grade d'officier supérieur le plus élevé de l'armée française. Ce grade indique, historiquement et différemment en fonction de l'organisation de chaque armée, l'aptitude à exercer un commandement important (par exemple un régiment, une brigade, une escadre aérienne ou une base aérienne).

## Ancien Régime
À l'origine, le terme « colonel » vient de « capitaine colonel », c'est-à-dire le capitaine qui commande une « colonne », ou régiment.
En France, sous la royauté; avant la proclamation de la Ire république  le 21 septembre 1792, il existait une charge de colonel général. C'était un officier général qui avait autorité sur tous les régiments d'une même arme. L'officier commandant un régiment était un mestre de camp.
Comme celle de capitaine, la charge de mestre de camp était vénale, c'est-à-dire achetable et transmissible librement. En effet, de riches familles étaient propriétaires de leur régiment et contribuaient à le financer. Cela était fort onéreux, mais très prestigieux. Par conséquent, les enfants de la haute noblesse pouvaient accéder au grade de mestre de camp à un âge très précoce et ainsi être en bonne position pour obtenir des promotions à l'ancienneté au grade de brigadier.
Lorsque la charge de « colonel général » de l'infanterie est supprimée en 1661, les mestres de camp prennent le titre de colonel dans cette arme. Les régiments de cavalerie, qui en revanche restent sous l'autorité d'un colonel général, sont commandés individuellement par des mestres de camp jusqu'à la Révolution.
Les colonels deviennent des chefs de brigade sous la Révolution, car les régiments qu'ils commandent sont devenus des demi-brigades, mais Napoléon Ier rétablit les deux dénominations de « colonel » et de « régiment ». Pendant le Premier Empire, le colonel s'appelle « colonel d'empire »[réf. nécessaire].

## Armée contemporaine
Dans l'armée française, ce grade existe dans l’armée de terre, la gendarmerie et l’armée de l'air. À noter que ce grade existe aussi chez les pompiers. Selon l'ordre hiérarchique ascendant, il est situé entre le grade de lieutenant-colonel et celui de général de brigade. Son équivalent dans la Marine nationale est « capitaine de vaisseau ». L'insigne de colonel est constitué, sur les épaules ou au bout des manches de la veste, par cinq galons parallèles, de même couleur, accolés par 3 et 2 :
- (en haut) pour les colonels des armes à pied ;
- (en bas) pour les colonels des chasseurs :